# Institutul Ahmed Baba
Institutul Ahmed Baba, oficial Institutul Ahmed Baba pentru Studii Superioare și Cercetare Islamică, este o bibliotecă și un centru de cercetare din Timbuktu. Centrul a fost fondat în 1973, cu finanțare în principal din Kuweit. Acesta a fost numit după savantul din Timbuktu din secolul al XVII-lea Ahmad Baba al Massufi.

## Clădirea
Clădirea actuală a fost proiectată de un arhitect sud-african și terminată în 2009, costând în jur de 5,8 milioane de euro. Are o suprafață de 4.600 mp și include un sistem de aer condiționat pentru conservarea corectă a manuscriselor adăpostite în el, precum și un sistem automat de stingere a incendiilor. Aceasta a înlocuit o clădire veche de 40 de ani.

## Manuscrise
Centrul deține aproximativ 20.000 de manuscrise care acoperă istoria Mali, inclusiv Tarikh al-Sudan. Majoritatea manuscriselor sunt din secolele al XIV-lea și al XVI-lea, iar majoritatea sunt scrise în arabă, dar altele sunt în limbi locale, cum ar fi Songhai, Tamasheq și Bamanankan, sau chiar mai îndepărtate, în turcă și ebraică, cu subiecte care acoperă medicina, astronomia, poezia, literatura și dreptul islamic.
Este în curs de desfășurare un program de digitalizare a manuscriselor, condus de Norvegia și Luxemburg, sub supravegherea UNESCO, doar o parte din acestea au fost scanate din ianuarie 2013.

## Incendierea
La 28 ianuarie 2013, în timp ce trupele maliene conduse de francezi au capturat aeroportul din Timbuktu, tuaregii islamiști care fugeau au dat foc clădirii pe care o foloseau ca dormitoare. Înainte și în timpul ocupației, peste 300.000 dintre manuscrisele de la Timbuktu din Institut și din biblioteci private au fost salvate și mutate în locații mai sigure. În iulie 2014 UNESCO s-a alăturat Institutului Ahmed Baba ca urmarea a unui apel urgent pentru asistență financiară pentru conservarea, restaurarea și digitalizarea manuscriselor.